# Playas de Portiella y Puertochico
Las playas de Portiella y Puertochico son playas aisladas en forma de concha, están situadas en el concejo asturiano de Cudillero y pertenecen a la localidad española de Oviñana y están separadas únicamente por un espigón natural, de roca. Ambas presentan vegetación y están catalogadas como Paisaje protegido, ZEPA y LIC, y se enmarca en la Costa Occidental de Asturias.

## Descripción
La playa de Puertochico está más abrigada que su vecina Portiella y junto a él hay una cetárea o vivero de marisco, que vierte sus aguas junto al propio espigón. El lecho de ambas tiene pequeñas zonas de arenas claras y grano medio. Por su situación, los grados de ocupación y urbanización son bajos. 
Para localizar las playas hay que hacerlo primero con el pueblo más cercano:  Oviñana y desde este mismo núcleo urbano se va en dirección a Portiella, que está indicada inmediatamente después de pasar la iglesia. La carretera termina junto a la cetarea indicada, en primera línea de playa de Portiella y se puede pasar peatonalmente a Puertochico  por medio de unas escaleras realizadas al final de Portiella. Desde Puertochico pueden verse una parte de los islotes y punta de «El Gavilán». Tiene una desembocadura fluvial y se puede llevar mascota y no tiene ningún servicio.  Las actividades más recomendadas son lapesca submarina y la de recreo a caña. Debido a la existencia de la cetárea citada, hay un cierto tráfico de camiones por lo que hay que tomar precauciones a la hora de aparcar para evitar molestias.